# Novo Selo Lasinjsko
Novo Selo Lasinjsko is een plaats in de gemeente Lasinja in de Kroatische provincie Karlovac. De plaats telt 93 inwoners (2001).